# 시모가미 쇼타
시모가미 쇼타(일본어: 下上 昇大, 2000년 10월 26일~)는 일본의 축구 선수이다.

## 구단 경력
그는 2023년 J3리그의 이와테 그루자 모리오카에 입단했다. 2024년까지 9경기에 출전하여, 1득점을 넣었다. 2025년 일본 지역 리그의 도호 티타늄로 이적했다.